# 1993 год в литературе

## Премии

### Международные
- Нобелевская премия по литературе — Тони Моррисон, «За то, что в своих полных мечты и поэзии романах оживила важный аспект американской реальности»[1].
- Премия Агаты — Каролин Харт[англ.], роман «Dead Man’s Island».
- Всемирная премия фэнтези за лучший роман —  Тим Пауэрс, «Последняя ставка» (англ. Last Call).
- Всемирная премия фэнтези за лучшую повесть —  Питер Страуб, «Деревня привидений» (англ. The Ghost Village).
- Всемирная премия фэнтези за лучший рассказ:
  - Дэн Симмонс, «Фотография класса за этот год» (англ. This Year’s Class Picture).
  - Джо Холдеман, «Могилы» (англ. Graves).
- Премия «Хьюго» за лучшую повесть — Люциус Шепард, «Прилипала Билл — космонавт» (англ. Barnacle Bill the Spacer)[2].
- Премия «Хьюго» за лучший роман:

1. Вернор Виндж, «Пламя над бездной» (англ. A Fire upon the Deep).
2. Конни Уиллис, «Книга Страшного суда» (англ. Doomsday Book)[2].

- Премия «Хьюго» за лучший рассказ — Конни Уиллис, «Даже у королевы» (англ. Even the Queen)[2].

### Австрия
- Австрийская государственная премия по европейской литературе — Чингиз Айтматов.
- Премия Эриха Фрида — Роберт Шиндель.

### Великобритания
- Букеровская премия — Родди Дойл, «Пэдди Кларк ха-ха-ха» (англ. Paddy Clarke На На На)[3].
- Премия Сомерсета Моэма:

1. Глин Максвелл, «Out of the Rain»;
2. Деа Биркетт, «Jella».
3. Дункан Маклин, «Bucket of Tongues».

### Израиль
- Государственная премия Израиля за исследование литературы на иврите:
  - Дан Мирон;
  - Гершон Шакед.

### Испания
- Премия Сервантеса — Мигель Делибес.
- Премия принцессы Астурийской — Клаудио Родригес[исп.][4].

### Норвегия
- Премия Ибсена — Норвальд Твит за общий вклад в драматургию.
- Премия Браги:
  - за беллетристику — Эйстейн Лённ, «Метод Тране» (норв. Thranes metode).
  - за детскую литературу — Туриль Эйде, «Skjulte ærend».
  - за документальную прозу — Тронд Берг Эриксен, «Reisen gjennom helvete. Dantes inferno».
  - за поэзию —  Ян Эрик Вольд, сборник стихотворений «IKKE: skillingstrykk fra nittitallet».

### Россия
- Русский Букер — Владимир Маканин, роман «Стол, покрытый сукном с графином посередине».
- Премия Андрея Белого — не вручалась.
- Литературная премия имени Александра Беляева:

1. Василий Звягинцев (за фантастический роман «Одиссей покидает Итаку»).
2. Александр Щербаков (за перевод фантастического романа Филипа Жозе Фармера «Грех межзвёздный»).
3. Сергей Артамонов (за научно-художественную книгу «Литература Средних веков»).
4. Андрей Балабуха (за серию статей об англо-американских фантастах)
5. Издательство «Северо-Запад» (за книги серии «Fantasy»).

### США
- Премия Эдгара Аллана По:
  - за лучший роман —  	Маргарет Мэрон «Bootlegger's Daughter»[5].
  - за лучший первый роман американского писателя — Майкл Коннелли, «Чёрное эхо» (англ. The Black Echo)[6].
- Пулитцеровская премия за художественную книгу — Роберт Олен Батлер, «Хороший запах с чужой горы» (англ. A Good Scent from a Strange Mountain)[7].
- Пулитцеровская премия за лучшую драму — Тони Кушнер, «Ангелы в Америке» (англ. Angels in America: A Gay Fantasia on National Themes)[8].
- Пулитцеровская премия за поэзию — Луиза Глюк, «Дикий ирис» (англ. The Wild Iris)[9].

### Швеция
- Литературная премия Шведской академии — Пааво Хаавикко[10].

### Франция
- Гонкуровская премия — Амин Маалуф, «Скала Таниоса» (фр. Le rocher de Tanios)[11].
- Премия Ренодо — Николас Брехель, «Les Corps célestes».
- Премия Фемина — Марк Ламброн, «Взгляд молчания» (фр. L'Œil du silence).
  - премия Фемина зарубежному автору — Иэн Макьюэн, «Ребёнок во времени» (англ. The Child in Time).
- Премия Фенеона — Эрик Шевийяр, «Крабовидная туманность» (фр. La Nébuleuse du crabe).
- Премия Медичи:
  - за роман — Эмманюэль Бернем, «Sa femme».
  - за лучшее зарубежное произведение — Пол Остер, «Левиафан».
  - за эссеистику — Мишель Онфри, «Скульптура себя» (фр. La Sculpture de soi).

## Книги

### Романы
- «Больше, чем огонь» (англ. More Than Fire) — роман из серии «Многоярусный мир» писателя Филипа Хосе Фармера.
- «Версия про запас (Дело с двойным дном)» (пол. Drugi wątek ) — роман Иоанны Хмелевской.
- «Клуб Дюма, или Тень Ришельё» — роман Артуро Переса-Реверте.
- «Лэшер» (англ. Lasher) — роман Энн Райс.
- «На всякий случай» (пол. Wszelki wypadek) — роман Иоанны Хмелевской.
- «Ночь в тоскливом октябре» (англ. A Night in the Lonesome October) — роман Роджера Желязны
- «Стечение обстоятельств» (пол. Zbieg okoliczności) — роман Иоанны Хмелевской.
- «Трое из Леса» — роман Юрия Никитина.
- «Флоренция, дочь Дьявола» (пол. Florencja, córka Diabła) — роман Иоанны Хмелевской.

### Малая проза
- «Последнее желание» (пол. Ostatnie życzenie) — сборник рассказов Анджея Сапковского.

### Поэзия
- «Россия воскресе» — поэма Андрея Вознесенского.

### Литературоведение
- «Американские выдумки» (хорв. Americki fikcionar) — эссе Дубравки Угрешич.

## Умерли
- 22 января — Кобо Абэ, японский писатель (родился в 1924).
- 11 марта — Мануэл да Фонсека, португальский поэт и писатель (род. в 1911).
- 13 апреля — Франчиск Мунтяну, румынский писатель, сценарист и кинорежиссёр (родился в 1924).
- 27 апреля — Алла Йогансен, украинская поэтесса и писательница (род. В 1901).
- 20 июня — Шухрат, узбекский и советский писатель, поэт и драматург. Народный писатель Узбекской ССР (1986). Заслуженный деятель искусств Узбекской ССР (родился в 1918).
- 19 августа — Ханс Леберт, австрийский писатель и оперный певец (родился в 1919).
- 7 сентября — Эуджен Барбу, румынский писатель, журналист, сценарист и политик (родился в 1924).
- 14 сентября — Джео Богза, румынский писатель, поэт и журналист (умер в 1908).
- 20 октября — Оге Донс, датский писатель (родился в 1903).
- 30 октября — Антанас Рамонас, литовский писатель (родился в 1947).